# Assats
Assats (en francès Assas) és un municipi llenguadocià, situat al departament de l'Erau, a la regió d'Occitània, abans regió de Llenguadoc-Rosselló.

## Patrimoni cultural
- Església de Sant Marçal d'Assats, església romànica del segle xii.
- Palau d'Assats, capritx montpellerí (folie montpellieraine) del segle xviii dC.